# Casanova Brown
Casanova Brown is een Amerikaanse filmkomedie uit 1944 onder regie van Sam Wood. 

## Verhaal
Op de dag van zijn bruiloft wordt de dochter van professor Brown geboren. Zijn ex-vrouw was namelijk vlak voor de scheiding zwanger geworden. Wanneer Brown ontdekt dat zijn ex het kindje wil afstaan voor adoptie, besluit hij voor de opvoeding in te staan.

## Rolverdeling
| Acteur            | Personage       |
| ----------------- | --------------- |
| Gary Cooper       | Casanova Brown  |
| Teresa Wright     | Isabel Drury    |
| Frank Morgan      | Mijnheer Ferris |
| Anita Louise      | Madge Ferris    |
| Edmund Breon      | Mijnheer Drury  |
| Patricia Collinge | Mevrouw Drury   |
| Jill Esmond       | Dokter Zernerke |
| Mary Treen        | Monica Case     |
| Emory Parnell     | Frank           |
| Isobel Elsom      | Mevrouw Ferris  |
| Halliwell Hobbes  | Charles         |
| Charles Cane      | Hicks           |
| Larry Olsen       | Junior          |
| Irving Bacon      | Hotelhouder     |
| Dorothy Tree      | Zuster Clark    |